# Liegi-Bastogne-Liegi femminile 2022
La Liegi-Bastogne-Liegi femminile 2022, sesta edizione della corsa, valevole come decima prova dell'UCI Women's World Tour 2022 categoria 1.WWT, si svolse il 24 aprile 2022 su un percorso di 142,1 km, con partenza da Bastogne e arrivo a Liegi, in Belgio. La vittoria fu appannaggio dell'olandese Annemiek van Vleuten, che completò il percorso in 3h52'32", alla media di 36,666 km/h, precedendo l'australiana Grace Brown e la connazionale Demi Vollering.
Sul traguardo di Liegi 78 cicliste, su 129 partite da Bastogne, portarono a termine la competizione.

## Squadre e corridori partecipanti
| N.      | Cod. | Squadra                 |
| ------- | ---- | ----------------------- |
| 1-6     | SDW  | Team SD Worx            |
| 11-16   | MOV  | Movistar Team Women     |
| 21-26   | TFS  | Trek-Segafredo          |
| 31-36   | CSR  | Canyon-SRAM Racing      |
| 41-46   | JVW  | Jumbo-Visma Women Team  |
| 51-56   | FDJ  | FDJ Nouvelle-Aquitaine  |
| 61-66   | BEX  | Team BikeExchange-Jayco |
| 71-76   | UAD  | UAE Team ADQ            |
| 81-86   | DSM  | Team DSM                |
| 91-96   | TIB  | EF Education-Tibco-SVB  |
| 101-106 | LIV  | Liv Racing Xstra        |
| 111-116 | UXT  | Uno-X Pro Cycling Team  |

| N.      | Cod. | Squadra                       |
| ------- | ---- | ----------------------------- |
| 121-126 | HPW  | Human Powered Health          |
| 131-136 | CGS  | Roland Cogeas Edelweiss Squad |
| 141-146 | VAL  | Valcar-Travel & Service       |
| 151-156 | PHV  | Parkhotel Valkenburg          |
| 161-166 | PLP  | Plantur-Pura                  |
| 171-176 | DRP  | Le Col-Wahoo                  |
| 181-186 | ARK  | Arkéa Pro Cycling Team        |
| 191-196 | LSL  | Lotto-Soudal Ladies           |
| 201-206 | COF  | Cofidis Women Team            |
| 211-216 | BCV  | Bingoal Casino-Chevalmeire    |
| 221-226 | BPK  | BePink                        |
| 231-236 | ASC  | Andy Schleck-CP NVST          |

## Ordine d'arrivo (Top 10)
| Pos. | Corridore            | Squadra      | Tempo    |
| ---- | -------------------- | ------------ | -------- |
| 1    | Annem. van Vleuten   | Movistar     | 3h52'32" |
| 2    | Grace Brown          | FDJ          | a 43"    |
| 3    | Demi Vollering       | SD Worx      | s.t.     |
| 4    | Ashleigh Moolman     | SD Worx      | s.t.     |
| 5    | Elisa Longo Borghini | Trek         | s.t.     |
| 6    | Marta Cavalli        | FDJ          | a 47"    |
| 7    | Arlenis Sierra       | Movistar     | a 1'58"  |
| 8    | Liane Lippert        | DSM          | s.t.     |
| 9    | Katarzyna Niewiadoma | Canyon       | s.t.     |
| 10   | Amanda Spratt        | BikeExchange | s.t.     |